# Palazzo della Banca d'Italia (Pola)
Il Palazzo della Banca d'Italia è uno storico edificio della città di Pola in Istria.

## Storia
L'edificio venne eretto a partire dal 1937 secondo il progetto dell'architetto italiano Vincenzo Munari. I lavori di costruzione vennero ultimati nel 1940.

## Descrizione
Il palazzo presenta uno stile razionalista. Sono evidenti i tratti in comune con il Palazzo delle Poste e Telegrafi di Grosseto (1931-32) dell'architetto Angiolo Mazzoni, decorato con sculture a opera di Napoleone Martinuzzi.